# 長者町岬
長者町 岬（ちょうじゃまち みさき、 1950年10月31日 - ）は、日本の小説家。
東京都渋谷区幡ヶ谷出身。本名は、樋田豊次郎〈ひだ とよじろう〉。

## 作品

### 小説
- 1冊目　『アフリカの女』現代企画室　2024年1月　ISBN　978-4-7738-2401-8
- 2冊目　『台湾航路』田畑書店　2025年3月　ISBN　978-4-8038-0456-0

## 来歴
小説家として活動を始めたのは、2023年からである。2022年までは、美術史家として活動する。当時の筆名は、樋田豊次郎及び、樋田豊郎〈ひだ とよろう〉。
東京都渋谷区で生まれ、神奈川県藤沢市で育つ。県立湘南高校を卒業後、1974年に東京藝術大学美術学部 芸術学科に入学、卒業後、同大学院芸術学専攻に進む。
1979年より東京国立近代美術館の工芸課研究員となる。この時期までは、国家主義を象徴する明治工芸を調査していた。1985年10月より半年間、文部省在外研修としてパリ装飾美術館で学ぶ。1987年に東京国立近代美術館主任研究官となる。
その後、個人主義や市民意識の覚醒をうながす作品を評価する立場へと移行していった。2004年12月から3か月間、 文部科学省学芸員等在外派遣研修として マサチューセッツ工科大学に留学している。
2006年から2009年まで、多様な観点から新人美術作家の発掘と海外発信をおこなうための組織として、NPO法人アート・インタラクティヴ東京を立ち上げ、理事長を務める。
2007年に秋田公立美術工芸短期大学の学長に就任。大学の4年制化申請に対する文部科学大臣の不認可表明に抗議したことがあった。2013年4月に、4年制化された秋田公立美術大学の学長となり、理事長を兼任する（2015年3月まで）。
2016年7月〜2022年3月まで東京都庭園美術館の館長を務める。
また、 武蔵野美術大学客員教授（2015年4月～2018年3月）、金沢美術工芸大学客員教授（2022年4月～2025年3月）を歴任。